# (58681) 1998 AJ7
1998 أي جاي 7 (ويعرف أيضًا باسم (58681) 1998 أي جاي 7 وفق تسمية الكوكب الصغير) (بالإنجليزية: 1998 AJ7)‏؛ هو كويكب ضمن حزام الكويكبات.
اكتُشف هذا الجُرم الفلكي بواسطة برنامج شميدت للكويكبات في بكين في 5 يناير 1998، وترتيبه 58681 من حيث الاكتشاف.

## الوصف
اكتُشف 586811998AJ في 5 يناير 1998 في محطة شينغلونغ، الواقع في جبال يان، مقاطعة خبي في الصين، بواسطة برنامج شميدت للكويكبات في بكين. وقد رصد المشروع 1,276 مشاهدة للكويكب إلى غاية 25 أغسطس 2021 بتوقيت منطقة المحيط الهادئ، أي في مدة قدرها 9,099 يومًا (24.9 عام). تستغرق الفترة المدارية للكويكب 1,540 يومًا (4.2 عام).

## الخصائص المدارية
يتميز مدار هذا الكويكب بنصف محور رئيسي يبلغ 2.61 وحدة فلكية، وحضيض قدره 2.16 وحدة فلكية، وانحراف قدره 0.173 وزاوية ميلان 3.54 درجة بالنسبة لمسار الشمس. بسبب هذه الخصائص، أي نصف المحور الرئيسي بين 2 و3.2 وحدة فلكية وحضيض أكبر من 1,666 وحدة فلكية، يُصنف هذا الجُرم الفلكي وفقًا لقاعدة بيانات مختبر الدفع النفاث لأجرام النظام الشمسي الصغيرة كائنًا من حزام الكويكبات الرئيسي.

## وصلات خارجية
- (58681) 1998 AJ7 في قاعدة بيانات مختبر الدفع النفاث لأجرام النظام الشمسي الصغيرة

- الاكتشاف · مخطط المدار ·  العناصر المدارية · المعلمات المادية

- (58681) 1998 AJ7 على موقع ويكي سكاي: DSS2, SDSS, GALEX, IRAS, Hydrogen α, X-Ray, Astrophoto, Sky Map, Articles and images